# Šarkan
Pour l'espèce de Star Wars, voir sarkan.
Šarkan (en hongrois : Sárkányfalva) est une commune du district de Nové Zámky, dans la région de Nitra, en Slovaquie.

## Histoire
La première mention écrite du village date de 1210.

## Démographie

### Évolution de la population
| Année:               | 1994. | 2004.    | 2014.    | 2024.   |
| -------------------- | ----- | -------- | -------- | ------- |
| Nombre de personnes: | 393   | 343      | 386      | 369     |
| Différence:          |       | -12,72 % | +12,53 % | -4,40 % |

| Année:               | 2023. | 2024.   |
| -------------------- | ----- | ------- |
| Nombre de personnes: | 358   | 369     |
| Différence:          |       | +3,07 % |